# Championnat du Paraguay de football 1907
Navigation
Édition précédente Édition suivante
La 2e édition du championnat du Paraguay de football est remportée par le Club Guaraní. C’est le deuxième titre de champion du club, le deuxième consécutif. Le Guaraní l’emporte sur l’Olimpia. Club Libertad complète le podium. 
Le championnat est composé de 5 clubs, tous basés dans la capitale Asuncion. General Díaz et 14 de Mayo ont disparu et Atlántida a intégré la compétition

Le championnat n’a laissé que peu de traces. Le classement final est très lacunaire. On ne connait pas les résultats des matchs. Seul le classement des trois premiers est connu, Guaraní ayant remporté tous ses matchs, mais on ne sait pas sur quel score. Le classement des 4e et 5e n’est pas connu.

## Les clubs de l'édition 1907
| \| Asuncion: · Guaraní · Olimpia · Libertad · Atlántida · Nacional Asuncion \| Localisation des clubs engagés dans le championnat. |
| Asuncion: · Guaraní · Olimpia · Libertad · Atlántida · Nacional Asuncion                                                           |

| Club                 | Stade | Capacité | Ville    |
| -------------------- | ----- | -------- | -------- |
| Atlántida Sport Club | -     | -        | Asuncion |
| Club Guaraní         | -     | -        | Asuncion |
| Club Libertad        | -     | -        | Asuncion |
| Club Nacional        | -     | -        | Asuncion |
| Club Olimpia         | -     | -        | Asuncion |

## Compétition

### Classement
Le classement est établi sur le barème de points suivant : victoire à 2 points, match nul à 1, défaite à 0.
| Rang | Équipe               | Pts | J  | G | N | P | Bp | Bc | Diff |
| ---- | -------------------- | --- | -- | - | - | - | -- | -- | ---- |
| 1    | Club Guaraní         | 20  | 10 | . | . | . | .  | .  | 0    |
| 2    | Club Olimpia         | ?   | 10 | . | . | . | .  | .  | 0    |
| 3    | Club Libertad        | ?   | 10 | . | . | . | .  | .  | 0    |
| ?    | Atlántida Sport Club | ?   | 10 | . | . | . | .  | .  | 0    |
| ?    | Club Nacional        | ?   | 10 | . | . | . | .  | .  | 0    |

| Légende : Qualifications et relégations | Légende : Qualifications et relégations |
| --------------------------------------- | --------------------------------------- |
|                                         | Champion du Paraguay                    |
|                                         | Relégation en deuxième division         |
|                                         | (T) : Tenant du titre (P) : Promus      |

## Bilan de la saison
| Championnat du Paraguay de football 1907                             |                         |
| Champion                                                             | Club Guaraní (2e titre) |
| Promotions et relégations                                            |                         |
| Promus en Primera División                                           |                         |
| Relégués en Championnat du Paraguay de football de deuxième division |                         |